# 연지공원역
연지공원역(Yeonji Park Station, 蓮池公園驛)은 경상남도 김해시 구산동에 위치해 있는 부산-김해경전철의 역이다.

## 역명의 유래
역명은 인근 연지공원에서 따왔다. 개통 전 가역명은 연지역이었다.

### 승강장
2면 2선 상대식 승강장으로 운영되며, 승강장에는 스크린도어가 설치되어 있다.
| 박물관↑ |
| \| 상   |
| ↓장신대 |

| 상행 | ● 부산-김해 경전철 | 사상 방면   |
| 하행 | ● 부산-김해 경전철 | 가야대 방면 |

## 역 주변
- 연지공원
- 김해 학생 체육관
- 김해 구산동 지석묘
- 구산육거리
- 대한항공아파트
- 구산주공아파트
- 한일자동차 운전전문학교
- 김해운동장 (실업축구 K3리그 김해시청 홈구장)
- 김해운동장 실내체육관

## 인접한 역
| 부산-김해경전철     | 부산-김해경전철    | 부산-김해경전철       |
| ------------------- | ------------------ | --------------------- |
| 18 박물관 사상 방면 | ● 부산-김해 경전철 | 20 장신대 가야대 방면 |